# Escola de la Presentació de la Mare de Déu de Vilassar de Mar
L'Escola de la Presentació de la Mare de Déu és una escola concertada de Vilassar de Mar (Maresme), que va ser fundada al 21 de febrer de 1881. L'escola ofereix educació per a alumnes des de tres fins a 12 anys de Primària. L'escola, popularment coneguda com «l'escola de les Monges» està situada al centre del poble.
A l'inici dels anys 1880 el rector Josep Giriberts va consultar amb el bisbe José María de Urquinaona, qui va consentir a la fundació d'un nou col·legi dirigit per les religioses franciscanes missioneres. La inauguració fou al 21 de febrer de 1881 i provisionalment les classes eren a la rectoria. El dia 20 de desembre de 1889 es col·locà la primera pedra del nou edifici i es va acabar al dia 28 de novembre de 1904.
L'escola era dedicada a l'ensenyament femení fins al 1987. A l'inici s'hi donaven les assignatures següents: catecisme, història sagrada, lectura, escriptura, gramàtica, aritmètica, geometria, geografia i història d'espanya, història natural, francès, dibuix, urbanitat, higiene i economiadomèstica, solfeig, piano i labors d'agulla, de punt, tall i confecció, planxa, etc.
Les aules estan repartides entre l'edifici històric, construït al segle xix i un de nova planta, construït cap als anys 1980.